# Vecumnieku pagasts
Vecumnieku pagasts er en territorial enhed i Vecumnieku novads i Letland. Pagasten havde 4.655 indbyggere i 2010 og omfatter et areal på 280,90 kvadratkilometer. Hovedbyen i pagasten er Vecumnieki.